# Denis Poyarkov
Denis Vladimirovich Poyarkov (tiếng Nga: Денис Владимирович Поярков; sinh ngày 16 tháng 10 năm 1989) là một cầu thủ bóng đá người Nga. Anh thi đấu cho F.K. Khimki.